# Busan Open Challenger 2025 - Doppio
Il doppio del torneo di tennis professionistico Busan Open Challenger 2025, facente parte della categoria Challenger 125 nell'ambito dell'ATP Challenger Tour 2025, si è giocato dal 14 al 20 aprile a Busan, in Corea del Sud. Ray Ho e Nam Ji-sung erano i detentori del titolo ma hanno scelto di partecipare con compagni diversi: Ho ha giocato in coppia con Matthew Romios mentre Nam con Kaito Uesugi.
In finale Rio Noguchi e Yuta Shimizu hanno sconfitto Ray Ho e Matthew Romios con il punteggio di 7–6(7), 6–4.

## Teste di serie
1. Ray Ho /  Matthew Romios (finale)
2. Vasil Kirkov /  Bart Stevens (primo turno)

1. Blake Bayldon /  Reese Stalder (primo turno)
2. Daniel Cukierman /  Joshua Paris (primo turno)

## Wildcard
1. Chung Yun-seong /  Park Ui-sung (primo turno)

1. Ann Suk /  Lee Jea-moon (quarti di finale)

## Ranking protetto
1. Alex Bolt /  Jason Kubler (primo turno)

## Tabellone

### Legenda
| - Q = Qualificato - WC = Wild card - LL = Lucky loser | - ALT = Alternate - SE = Special Exempt - PR = Protected Ranking | - w/o = Walkover - r = Ritirato - d = Squalificato |

|  | Primo turno | Primo turno             | Primo turno           | Primo turno | Primo turno |  |  | Quarti di finale | Quarti di finale      | Quarti di finale      | Quarti di finale      | Quarti di finale      |   |      | Semifinali | Semifinali            | Semifinali            | Semifinali               | Semifinali               |    |   | Finale | Finale | Finale | Finale | Finale |  |
|  |             |                         |                       |             |             |  |  |                  |                       |                       |                       |                       |   |      |            |                       |                       |                          |                          |    |   |        |        |        |        |        |  |
|  | 1           | R Ho M Romios           | R Ho M Romios         | 7           | 6           |  |  |                  |                       |                       |                       |                       |   |      |            |                       |                       |                          |                          |    |   |        |        |        |        |        |  |
|  | PR          | A Bolt J Kubler         | A Bolt J Kubler       | 63          | 0           |  |  | 1                | R Ho M Romios         | R Ho M Romios         | 7                     | 6                     |   |      |            |                       |                       |                          |                          |    |   |        |        |        |        |        |  |
|  | WC          | Y-s Chung U-s Park      | Y-s Chung U-s Park    | 6           | 3           |  |  | WC               | S Ann J-m Lee         | S Ann J-m Lee         | 5                     | 3                     |   |      |            |                       |                       |                          |                          |    |   |        |        |        |        |        |  |
|  | WC          | S Ann J-m Lee           | S Ann J-m Lee         | 78          | 6           |  |  |                  |                       |                       |                       |                       |   |      | 1          | R Ho M Romios         | R Ho M Romios         | 6                        | 6                        |    |   |        |        |        |        |        |  |
|  | 3           | B Bayldon R Stalder     | 6                     | 0           | [7]         |  |  |                  |                       |                       | Y-h Hsu S Shimabukuro | Y-h Hsu S Shimabukuro | 4 | 4    |            |                       |                       |                          |                          |    |   |        |        |        |        |        |  |
|  |             | Y-h Hsu S Shimabukuro   | 2                     | 6           | [10]        |  |  |                  | Y-h Hsu S Shimabukuro | Y-h Hsu S Shimabukuro | Y-h Hsu S Shimabukuro | w/o                   |   |      |            |                       |                       |                          |                          |    |   |        |        |        |        |        |  |
|  |             | Y Uchiyama Y Watanuki   | Y Uchiyama Y Watanuki | 6           | 6           |  |  |                  | Y Uchiyama Y Watanuki | Y Uchiyama Y Watanuki | Y Uchiyama Y Watanuki |                       |   |      |            |                       |                       |                          |                          |    |   |        |        |        |        |        |  |
|  |             | A Escoffier L Sanchez   | A Escoffier L Sanchez | 0           | 2           |  |  |                  |                       |                       |                       |                       |   |      | 1          | Ray Ho Matthew Romios | Ray Ho Matthew Romios | 67                       | 4                        |    |   |        |        |        |        |        |  |
|  |             | K Pearson A Walton      | 7                     | 4           | [12]        |  |  |                  |                       |                       |                       |                       |   |      |            |                       |                       | Rio Noguchi Yuta Shimizu | Rio Noguchi Yuta Shimizu | 79 | 6 |        |        |        |        |        |  |
|  |             | Ja Delaney T Schoolkate | 65                    | 6           | [10]        |  |  |                  | K Pearson A Walton    | 2                     | 7                     | [10]                  |   |      |            |                       |                       |                          |                          |    |   |        |        |        |        |        |  |
|  |             | J-s Nam K Uesugi        | J-s Nam K Uesugi      | 7           | 6           |  |  |                  | J-s Nam K Uesugi      | 6                     | 64                    | [8]                   |   |      |            |                       |                       |                          |                          |    |   |        |        |        |        |        |  |
|  | 4           | D Cukierman J Paris     | D Cukierman J Paris   | 62          | 4           |  |  |                  |                       |                       |                       |                       |   |      |            | K Pearson A Walton    | 5                     | 6                        | [6]                      |    |   |        |        |        |        |        |  |
|  |             | F Sun K Uchida          | 1                     | 6           | [7]         |  |  |                  |                       |                       | R Noguchi Y Shimizu   | 7                     | 3 | [10] |            |                       |                       |                          |                          |    |   |        |        |        |        |        |  |
|  |             | R Ramanathan A Wang     | 6                     | 2           | [10]        |  |  |                  | R Ramanathan A Wang   | R Ramanathan A Wang   | 3                     | 5                     |   |      |            |                       |                       |                          |                          |    |   |        |        |        |        |        |  |
|  |             | R Noguchi Y Shimizu     | R Noguchi Y Shimizu   | 7           | 6           |  |  |                  | R Noguchi Y Shimizu   | R Noguchi Y Shimizu   | 6                     | 7                     |   |      |            |                       |                       |                          |                          |    |   |        |        |        |        |        |  |
|  | 2           | V Kirkov B Stevens      | V Kirkov B Stevens    | 63          | 3           |  |  |                  |                       |                       |                       |                       |   |      |            |                       |                       |                          |                          |    |   |        |        |        |        |        |  |